# Федеральный окружной суд США

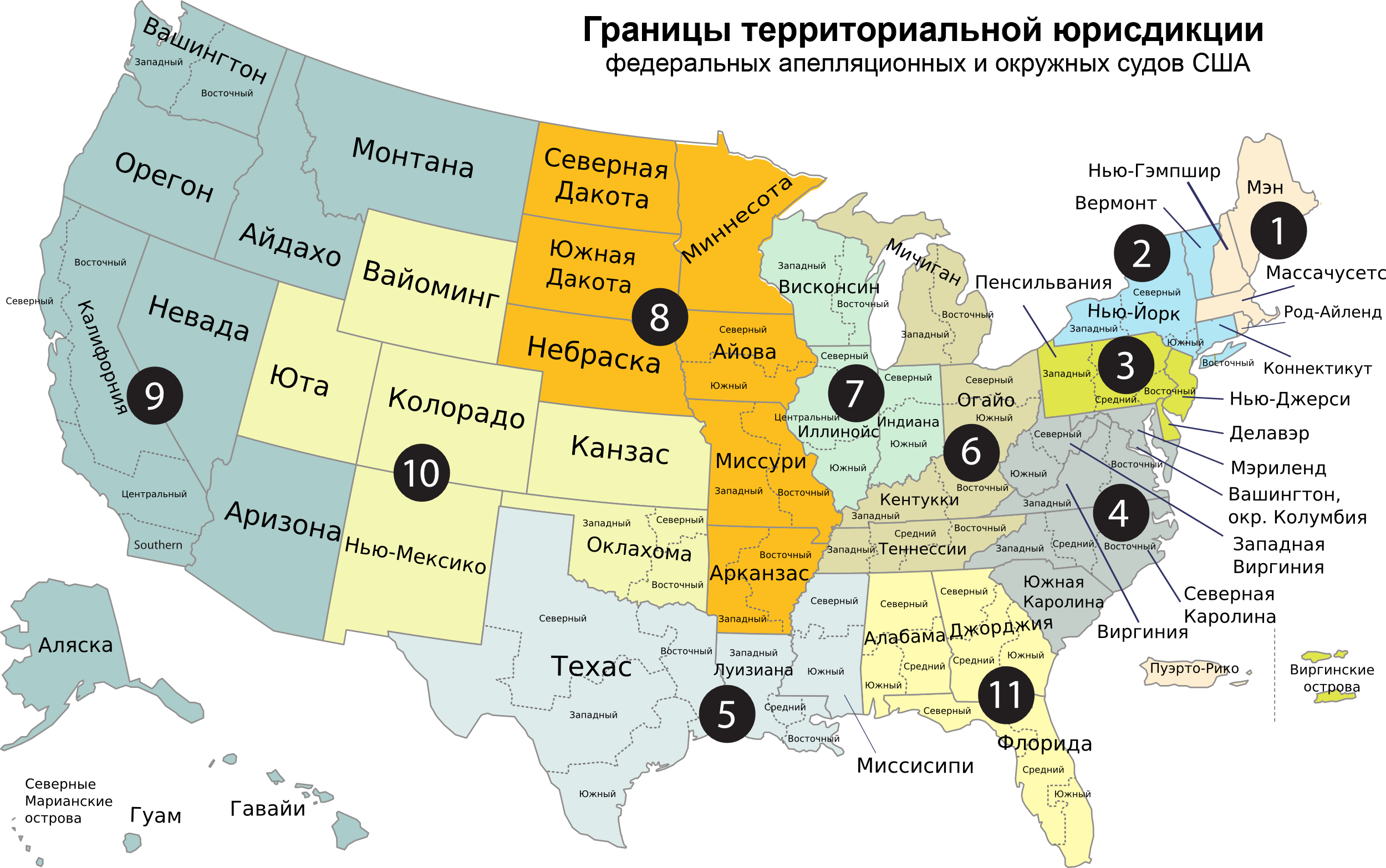
Географические границы юрисдикции федеральных окружных судов и федеральных апелляционных судов

Федеральные окружные суды (United States district court) являются судами первой инстанции, уполномоченными на рассмотрение дел ограниченной юрисдикции по гражданским и уголовным делам в США. Ограничения юрисдикции федеральных судов при рассмотрении гражданских дел установлены ст. 3 гл. 2 Конституции США, в соответствии с которой вопросы юрисдикции федеральных судов определены Конгрессом. Гражданский истец не может по своему усмотрению предъявить иск в Федеральный окружной суд в случае, если в деле не затронуты вопросы применения норм федерального законодательства, либо если в деле не существует разнородной юрисдикции.
В соответствии с § 1331 раздела 28 Кодекса Соединённых Штатов, каждый федеральный окружной суд включает в себя суд по делам о банкротстве, занимающийся делами о несостоятельности.
Официальное наименование суда образуется путём сложения фразы «the United States District Court for» с названием округа, например
«the United States District Court for the Southern District of New York».
В отличие от верховного суда, учреждённого третьей статьёй Конституции, окружные суды были учреждены актом Конгресса. В Конституции нет положения, предписывающего создание системы федеральных окружных судов. После ратификации Конституции противники сильной федеральной судебной власти призывали ограничить федеральную судебную систему Верховным судом, который бы рассматривал дела судов штатов в порядке апелляции, но это точка зрения не получила распространения, и первый конгресс создал систему федеральных окружных судов, которая сохранилась до наших дней.
В общей сложности в США насчитывается 94 окружных судов: 89 окружных судов в 50 штатах и по одному окружному суду в Пуэрто-Рико, Виргинских островах, округе Колумбия, Гуаме и на Северных Марианских островах. Некоторые штаты, такие как Аляска, состоят из одного судебного округа. Другие, такие как Калифорния, состоят из нескольких судебных округов, до 3 или 4 на штат.